# Norsk rikskringkasting
Norsk rikskringkasting AS (in acronimo NRK) è un'azienda pubblica norvegese responsabile della teleradiodiffusione in Norvegia, fondata nel 1933. NRK nacque come emittente radiofonica, affiancando le prime trasmissioni televisive nel 1960.
L'azienda gestisce quattro canali televisivi e tredici radiofonici.
Dal 1950 è membro dell'Unione europea di radiodiffusione (UER), per conto della quale ha organizzato: l'Eurovision Song Contest in tre occasioni (1986, 1996 e 2010), il Junior Eurovision Song Contest nel 2004, l'Eurovision Young Dancers nel 2011 e l'Eurovision Young Musicians nel 2000 e nel 2024. L'emittente è inoltre membro della NORMOB e di Nordvisione.

## Storia

### Origini e primi anni

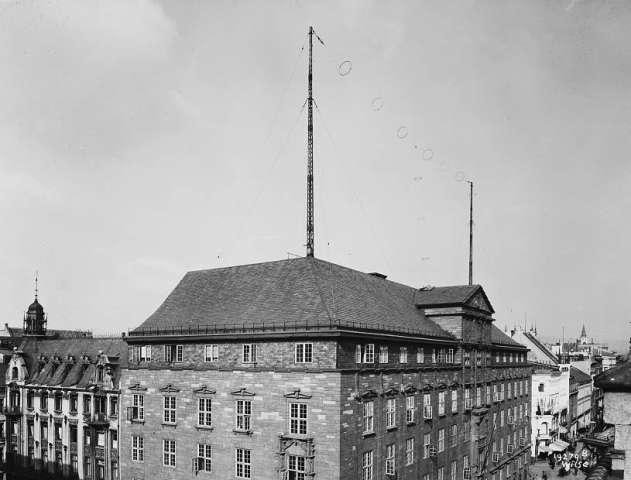
Sede della Kringkastingsselskapet

Le prime trasmissioni radiofoniche in Norvegia iniziarono nel 1925 ad opera della società privata Kringkastingsselskapet, con sede a Oslo e partecipata da circa 2 000 azionisti (tra cui Marconi, Telefunken e Western Electric).
Nel 1933 il governo norvegese di Peder Kolstad optò per una politica di statalizzazione e monopolio delle trasmissioni approfittando di uno scandalo che coinvolse la compagnia, fondando la Norsk rikskringkasting il 1º luglio 1933, basata sulla struttura della BBC britannica.

### Seconda guerra mondiale e dopoguerra
Durante l'occupazione tedesca della Norvegia l'emittente trasferì la sua sede a Londra, nel Regno Unito, producendo il programma radiofonico Stemmen fra London (La voce da Londra), condotto da Toralv Øksnevad, che, analogamente a Stemmen fra Moskva, trasmesso dalla capitale russa, era volto a incoraggiare la resistenza norvegese. Tuttavia durante la seconda guerra mondiale l'esercito nazista sfruttò i trasmettitori norvegesi per raggiungere con la propaganda l'intera Scandinavia, la Scozia e l'Irlanda del Nord.
Nel 1950, con altre 22 emittenti, fondò l'Unione europea di radiodiffusione (UER).

### Avvento della televisione
L'avvento della televisione in Norvegia fu ritardato intenzionalmente dallo Storting poiché si sentiva maggiore necessità di ricostruire e riparare i danni causati dall'occupazione durante la guerra. Tuttavia il 30 gennaio 1953 il Parlamento approvò una legge per consentire le trasmissioni di prova a partire dall'anno successivo, assegnando poi tra il 1954 e il 1956 circa 1 000 000 di corone per investire nella telediffusione.

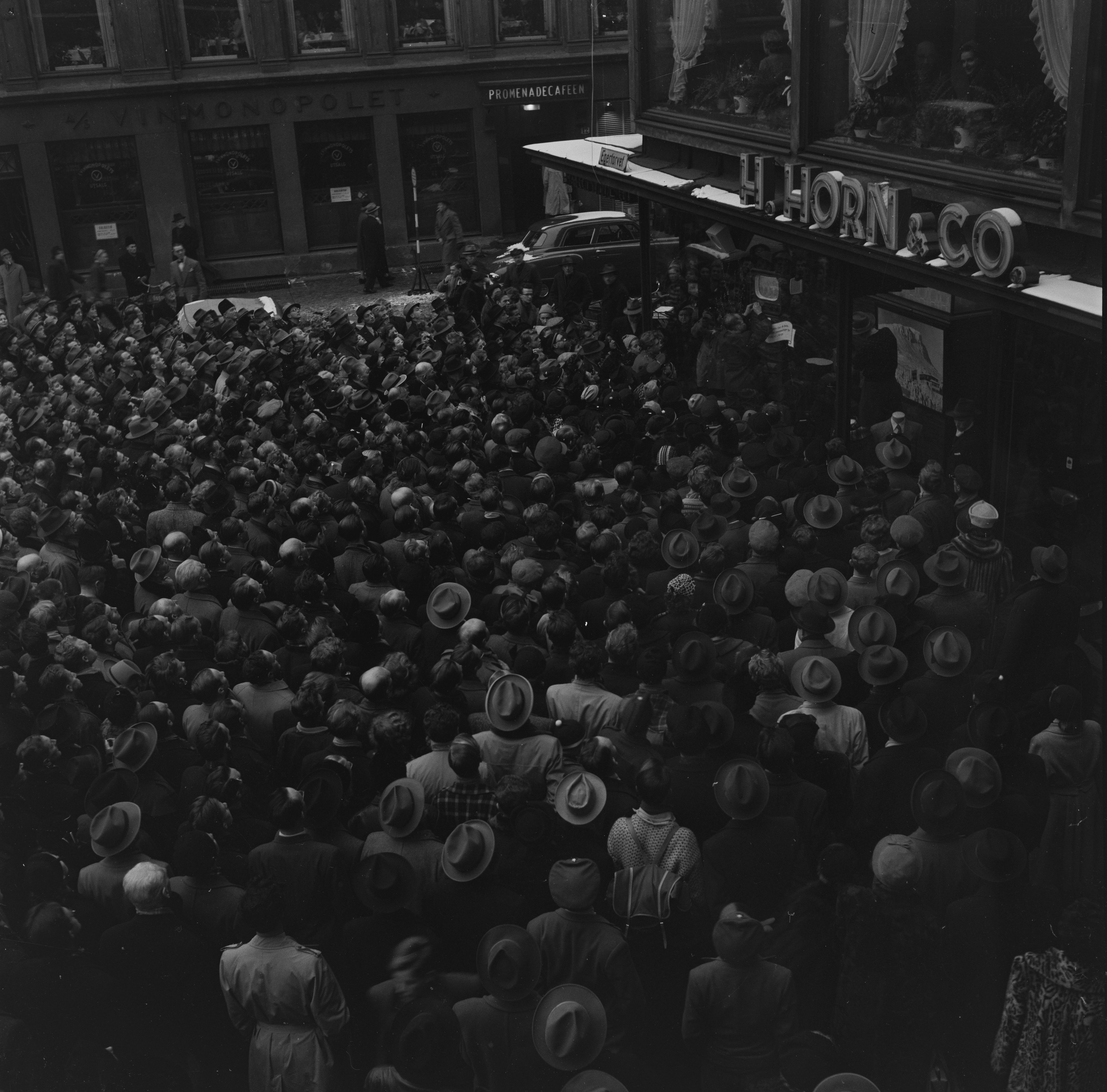
La folla radunata ad Egertorget presso la sede del quotidiano Aftenposten

Il 12 gennaio 1954 fu trasmesso il primo programma televisivo di prova da un trasmettitore temporaneo posizionato sulla collina Tryvannshøyden di Oslo: una trasmissione di 55 minuti nella quale prima parlò il direttore generale di NRK, Kaare Fostervoll, e poi si esibì Jens Gunderssen. All'epoca nel paese erano presenti solo 4 televisori, anche se i negozi di elettronica, che ne avevano iniziato la vendita, ne tenevano alcuni in vetrina. Inoltre l'Aftenpost possedeva un piccolo televisore presso la sede di Egertorget, ad Oslo, dove si radunarono diverse migliaia di persone per assistere alla prima trasmissione televisiva della Norvegia.
Le trasmissioni di prova continuarono anche nel 1957 e nel 1958, con l'approvazione di una legge ad hoc sull'introduzione della televisione nel regno scandinavo, e il primo programma ad essere trasmesso con cadenza regolare fu Dagsrevyen. Il 22 agosto 1960 re Olav V inaugurò ufficialmente le trasmissioni regolari dalla sede dell'emittente, l'NRK Marienlyst di Oslo. Il primo programma fu Startskuddet går, una trasmissione di 62 minuti dal Folketeateret.
Nonostante la solennità con cui fu inaugurata la televisione in Norvegia, in ritardo rispetto alle vicine Svezia e Danimarca, le trasmissioni raggiungevano solamente la parte più centrale della Norvegia orientale, arrivando a Trondheim nel 1961, a Bodø nel 1964 e coprendo l'intera terraferma entro il 1967. Nel 1984 il segnale raggiunse anche le isole Svalbard.
Il progresso nel settore televisivo, essendo particolarmente costoso, costrinse il governo a concentrarsi maggiormente sullo sviluppo della rete che sull'introduzione della televisione a colori, già sviluppata in altri paesi tra gli anni '50 e '60, nonostante ciò in occasione delle Olimpiadi di Grenoble NRK utilizzò per le trasmissioni una telecamera che trasmettesse immagini e video a colori.
Le prime trasmissioni di prova a colori iniziarono nel 1972, mentre dal 1973 la tecnologia fu impiegata per il Dagsrevyen e dal 1975 per il Melodi Grand Prix. Sempre negli anni '70 l'azienda iniziò i test per il lancio del secondo canale televisivo nazionale, che avverrà il 1º gennaio 1996.

### Fine del monopolio
Nel corso degli anni '80 l'azienda perse il monopolio nel settore radiotelevisivo con la fondazione di altre tre emittenti private: TV3 nel 1987, TVNorge nel 1988 e successivamente TV 2 nel 1992.
NRK dal 2008 riversa alcune sue serie televisive come Nordkalotten 365 tramite la tecnologia torrent priva di DRM.
Utilizza la tecnologia OpenTracker utilizzata da The Pirate Bay.

## Canali televisivi e radiofonici

### Canali televisivi
| Logo | Nome          | Data di lancio    |
| ---- | ------------- | ----------------- |
|      | NRK1          | 20 agosto 1960    |
|      | NRK2          | 1º settembre 1996 |
|      | NRK Tegnspråk | Ottobre 2001      |
|      | NRK3          | 3 settembre 2007  |
|      | NRK Super     | 1º dicembre 2007  |

### Canali radiofonici

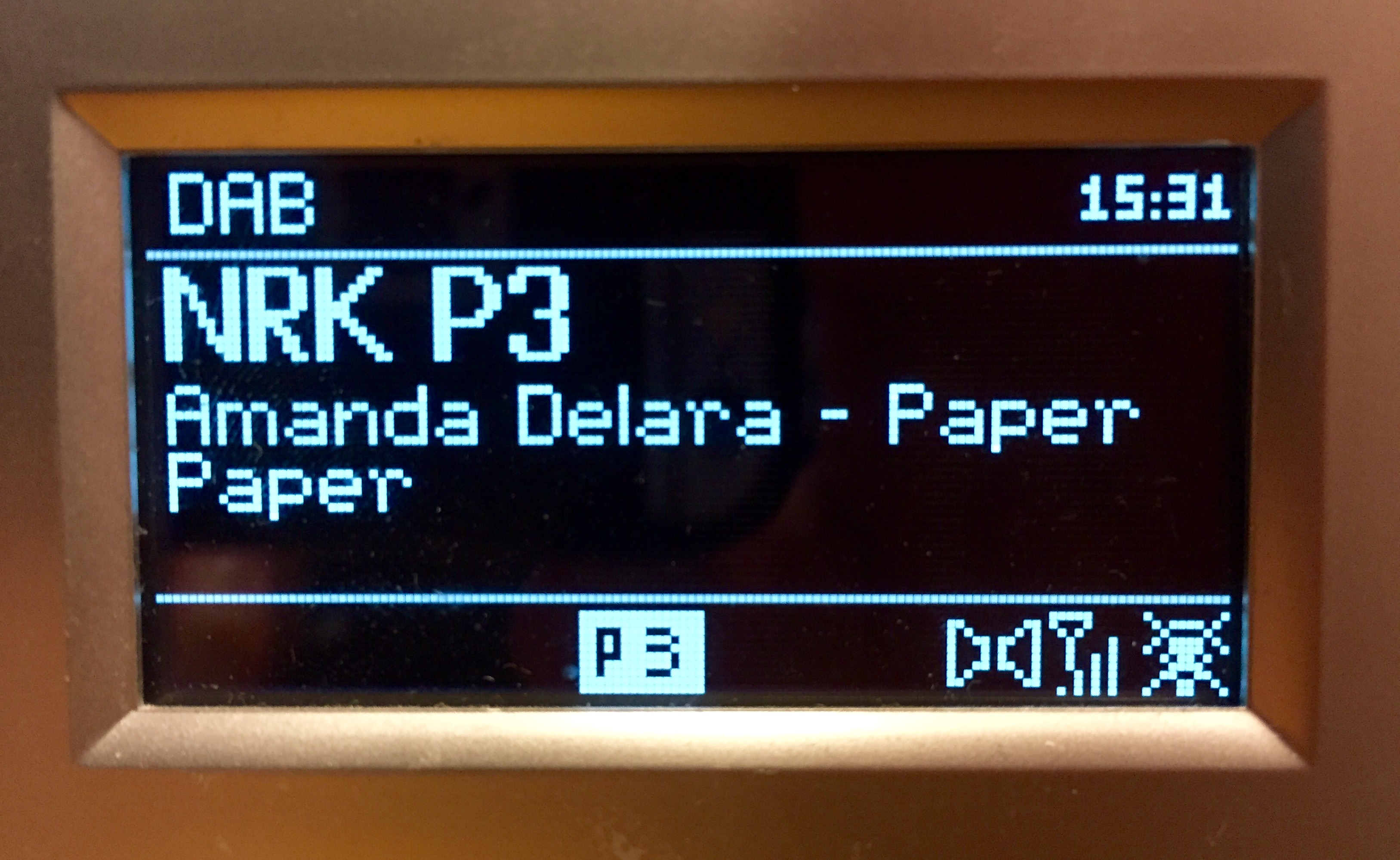
NRK P3 su DAB

| Logo | Nome               | FM      | DAB DAB+ | DVB-T | Internet |
| ---- | ------------------ | ------- | -------- | ----- | -------- |
|      | NRK P1             | No      | Si       | No    | Si       |
|      | NRK P2             | No      | Si       | No    | Si       |
|      | NRK P3             | No      | Si       | No    | Si       |
|      | NRK mP3            | [ a 1 ] | Si       | Si    | Si       |
|      | NRK Alltid nyheter | [ a 1 ] | Si       | Si    | Si       |
|      | NRK Super          | No      | Si       | Si    | Si       |
|      | NRK P1+            | No      | Si       | Si    | Si       |
|      | NRK P13            | No      | Si       | Si    | Si       |
|      | NRK Sápmi          | [ a 1 ] |          |       |          |
|      | NRK Sport          | No      | No       | No    | Si       |
|      | NRK Folkemusikk    | No      | Si       | Si    | Si       |
|      | NRK Jazz           | No      | Si       | Si    | Si       |
|      | NRK Klassisk       | [ a 1 ] | Si       | Si    | Si       |

1. 1 2 3 4  Solo in alcune aree